# Есенбаев, Марат Тулеубекович
Марат Тулеубекович Есенбаев (каз. Марат Төлеубекұлы Есенбаев; род. 17 апреля 1954, Караганда, Карагандинская область, Казахская ССР, СССР) — казахстанский дипломат. Чрезвычайный и полномочный посол Республики Казахстан в Таиланде (2013—2017).

## Биография
В 1976 году окончил Московский станкостроительный институт по специальности «Инженер-электромеханик», в 1981 году — аспирантуру Московского высшего технического училища имени Н. Э. Баумана.
1981—1993 гг. — младший научный сотрудник Казахского политехнического института, преподаватель, доцент, заведующий кафедрой Карагандинского политехнического института.
1993—1994 гг. — первый секретарь Министерства иностранных дел Республики Казахстан (МИД РК).
1994—1996 гг. — первый секретарь посольства Республики Казахстан в США.
1996—1998 гг. — советник, начальник отдела МИД РК.
1998—2000 гг. — временный поверенный в делах Республики Казахстан в Таиланде.
2000—2002 гг. — советник постоянного представительства Республики Казахстан при Организации Объединённых Наций.
2002—2004 гг. — заместитель директора департамента многостороннего сотрудничества МИД РК.
Апрель 2004 года — март 2006 года — временный поверенный в делах Республики Казахстан в Норвегии.
Март 2006 года — январь 2008 года — советник-посланник посольства Республики Казахстан в Чехии.
Январь 2008 года — январь 2010 года — временный поверенный в делах Республики Казахстан в Норвегии.
2010—2013 гг. — советник-посланник посольства Республики Казахстан в Нидерландах.
С 28 мая 2013 года по 3 июля 2017 года — Чрезвычайный и Полномочный Посол Республики Казахстан в Королевстве Таиланд. С 24 апреля 2015 года по 3 июля 2017 года — Чрезвычайный и Полномочный Посол Республики Казахстан в Республике Союз Мьянма по совместительству.